# 非自民、非共產聯合政府
非自民、非共產聯合政府（日语：非自民・非共産連立政権）又稱八黨派聯合政府（8党派連立政権），是指日本在1993年眾議院選舉之後，除了自民黨和日本共產黨之外的7個在野黨及1個會派組成的聯合政府。該聯合政府的成立，終結了自民黨38年來一黨獨大的「55年體制」。1993至1994年間，先後經歷了細川內閣和羽田內閣，前後約11個月。

## 成立
1992年5月22日，原熊本縣知事細川護熙創立了日本新黨，並擔任黨首，提出了「解體現有政黨」的目標。同年7月，成立僅僅兩個月的日本新黨在參議院選舉中拿下4個議席。
1993年6月18日，在自民黨羽田派背叛的情況下，眾議院的宮澤內閣不信任動議案獲得通過，宮澤喜一被迫解散眾議院，並宣布在一個月後舉行大選。6月21日，武村正義、井出正一等人脫離自民黨，成立了新黨先驅（也稱「新黨魁」）。6月23日，羽田派的議員成立新生黨，羽田孜擔任黨首。
7月18日舉行的眾議院議員總選舉中，自民黨慘敗，定員511人中，自民黨僅取得223席，只占43%，失去了半數。而其它政黨雖然各自議席遠不及自民黨——日本社會黨70席，新生黨55席，公明黨51席，日本新黨35席，日本共產黨15席，民社黨15席，新黨先驅13席，社會民主聯合4席，無所屬30席，不過要是這些中小政黨聯合起來足可在眾議院占多數，從而奪取政權。
當時的日本新黨和新黨先驅結成了緊密盟黨，擁有48個議席，成為左右政局發展的關鍵，自民黨和其它在野黨都想爭取這個力量。不過正當日本新黨和自民黨嘗試接觸，外界就猛烈抨擊日本新黨勾結「阻撓改革」的自民黨，日本新黨不得不斷然回避了和自民黨合作的可能性。社會黨和新生黨為了拉攏日本新黨，主動在選舉制度改革的問題上向日本新黨讓步，還同意推舉細川出任內閣總理大臣。7月21日，細川和武村分別召開記者招待會，宣布在野黨聯合，致力於成立「非自民非共產」的聯合政府。
7月28日，日本社會黨、新生黨、公明黨、民社黨、社會民主聯合、新黨先驅、日本新黨以及參議院會派「聯合參議院」的七黨一會派舉行首腦會談，協商合作事宜，達成了推舉細川出任首相的共識。7月29日，七黨一會正式決議推舉細川。在8月6日舉行的眾參兩院全體會議上，細川在眾議院以38票之差擊敗了自民黨總裁河野洋平，成為新任首相。自民黨長年來一黨執政的「55年體制」隨之瓦解，日本進入聯合政府時代。

## 發展
非自民、非共產聯合政府的最高決策機構是各執政黨派的書記長或者代表幹事組成的「執政黨代表者會議」，每周進行一次例會。代表者會議下設有各黨派政務負責人組成的「政務幹事會」和政策負責人組成的「政策幹事會」。
細川內閣的構成和自民黨的內閣構成原則一樣，都是強調派系勢力均衡，不過細川內閣由成立當天開始就由較小的新生黨主導，尤其是新生黨幹事長小澤一郎，他實際上掌握著內閣的重要人事。這引起了其他政黨的不滿，尤其是執政聯盟的最大政黨日本社會黨在聯合政府各黨派中占有最多議席，但是在聯合政府中卻不被重視，作為社會黨黨首的村山富市代表最大政黨但無法成為首相；而新黨先驅的黨首武村與小澤在自民黨時代就已經結怨。政權內部的紛爭決定了其脆弱性。
由於民眾對自民黨執政表現的不滿，細川內閣由此至終都保持著很高的民意支持度。不過在短暫的執政期間，細川以1993年米農騷動為機，決定開放日本大米市場；在「國民福祉稅」設想問題的決策上暗箱操作，引起了其他聯合政黨的反彈。在小澤的慫恿下，細川甚至決定終止日本先驅新黨的盟黨關係，還打算改組內閣，撤銷武村內閣官房長官的職務，這一舉動更加激發了執政聯盟內部的矛盾，聯合政府分裂。後來為了避免執政聯盟的分裂，細川才不得不撤回改組內閣的決定。但不久之後，1994年4月細川就因為牽涉到東京佐川急便事件而被迫下台。

## 結束
1994年細川辭職後，執政聯盟內部分裂成兩派，新生黨、公明黨、日本新黨等主張重新調整政策，推舉新首相；社會黨、先驅新黨等則認為如果當初成立聯合政府時的協議不能履行的話就脫離執政聯盟。社會黨、先驅新黨早對小澤一郎操縱+政府十分不滿，表示不排除與自民黨合作，但社會黨考慮到脫離執政聯盟後，很難建立對自己有利的聯合政府，不得不繼續留在聯合政府內。於是執政聯盟內部就朝鮮核問題和稅制及選舉改革問題協商之後，推舉新生黨的羽田孜成為繼任首相。
但是羽田內閣已經不能扭轉聯合政府崩潰的命運，在1994年度預算案在眾議院通過之後，各政黨又開始了新一輪的連橫合縱。自民黨、社會黨和先驅新黨經過兩個月的磋商後達成協定。1994年6月，社會黨提出內閣不信任動議，以及要求羽田內閣總辭。在考慮到不信任動議必定通過之後，6月25日，羽田被迫宣布內閣總辭。不過，此時自民黨分裂，前自民黨首相海部俊樹退黨之後，自社先聯合政府成立，社會黨的村山富市擊敗海部俊樹出任首相，新成立的村山政權大部分內閣成員均屬自民黨，自民黨因而重新成為執政黨，直至2009年選舉失利下台為止。而社會黨由於選擇自民黨合作，以致流失大量支持者，導致1995年參議院選舉敗北。其他政黨組成新進黨，取代社會黨成為最大在野黨。
社會黨改組的社會民主黨與自民黨於1996年底結束合作關係，在閣外支持自民黨，但自民黨1997年取回眾議院多數，而這些人後來連同解散的新進黨轉而支持及加入1998年新成立的民主黨。